# LightWave 3D
LightWave 3D è un programma di computer grafica per la modellazione 3D, il rendering, e l'animazione. Anche se il programma fu costruito per il Commodore Amiga, è stato adattato per supportare macOS, Windows, Sgi IRIX, e il motore di rendering è stato anche adattato per le piattaforme Linux. Fu in partenza solo sotto licenza dalla NewTek e ora ne è interamente sviluppato.

## Caratteristiche
Lightwave è conosciuto per le sue eccellenti capacità di rendering e l'inusuale interfaccia (ad esempio, non vi sono icone, ma solo larghi pulsanti etichettati). Le prime versioni hanno mancanze rispetto ai più famosi pacchetti 3D Studio Max e Maya, ma con la versione 9 supplisce a due delle sue principali tre mancanze (ovvero una struttura a Nodi per i materiali ed un più efficiente algoritmo di Subpatching).
La terza mancanza, quella di fornire motori di rendering alternativi, è risolvibile tramite FPrime, un componente addizionale a pagamento che aggiunge funzionalità, come il rendering a mosaico che può essere interrotto in qualsiasi istante e ripreso anche dopo aver chiuso l'applicazione. Come motori di rendering esterni sono disponibili anche Maxwell Render con caratteristiche unbiased e K Ray ancora in beta testing, che dovrebbe rappresentare il "V Ray" di Lightwave.
Come molti altri pacchetti 3D, Lightwave è composto da due parti, un ambiente per la modellazione (chiamato "Modeler") dove gli oggetti vengono creati, e un ambiente di animazione/rendering (chiamato "Layout") dove gli oggetti vengono disposti per il risultato finale. A differenza degli altri pacchetti, queste due parti sono programmi indipendenti. Vi è anche una terza applicazione per il rendering su più macchine in rete locale.
Alcune funzioni di Lightwave sono in multi-thread, il che significa che quei componenti possono usare fino a otto processori della macchina che effettua il rendering.
I programmatori possono espandere le possibilità di Lightwave utilizzando uno SDK ed anche uno speciale linguaggio di scripting chiamato LScript. Questo SDK è basato sul linguaggio C grazie al quale è possibile creare quasi tutto quello che manca, da uno shader personale a un esportatore a diverso formato di file. Lightwave stesso include dozzine di plugin gratuiti e molti altri possono essere ottenuti e/o acquistati dai numerosi sviluppatori nel mondo.

## Storia
Nel 1988 Allen Hastings creò un programma di rendering e animazione chiamato Videoscape, ed il suo amico Stuart Ferguson creò un programma di modellazione complementare chiamato 3D Aegis Modeler. Questi due programmi evolveranno in quello che verrà poi chiamato Lightwave 3D.
La Newtek pensò di incorporare Videoscape ed Aegis nella sua suite, Video Toaster. Secondo Hastings, la NewTek originariamente aveva intenzione di chiamare il nuovo programma NewTek 3D Animation System for the Amiga (Sistema di Animazione 3D Newtek per Amiga). Più tardi, nel dicembre 1989, Hastings arrivò al nome "LightWave 3D", ispirato da due dei pacchetti 3D di fascia alta del tempo: Intelligent Light e Wavefront. Nel 1990 la suite Video Toaster venne pubblicata, incorporando Lightwave 3D, e girando sui computer Commodore Amiga.
Lightwave 3D fu disponibile come programma indipendente sin dal 1994 e l'attuale versione 9.0 ora gira su PC basati su macOS e Windows.
LightWave guadagnò popolarità in quanto fu il programma usato nelle serie fantascientifiche televisive Babylon 5 e SeaQuest DSV; il programma fu inoltre utilizzato per gli effetti speciali in alcune scene del film Titanic ed i più recenti Sin City e Star Wars.
Ad esso si deve anche la creazione di numerosi spot pubblicitari e video musicali, tra i quali citiamo Sing for Absolution dei Muse (gruppo musicale), che è stato interamente prodotto da un singolo artista di Lightwave (scene filmate ovviamente escluse).
Nel 2001 un disaccordo sorse tra la gestione NewTek ed un gruppo capeggiato dal vice presidente dello Sviluppo 3D Brad Peebler, ed in cui erano inclusi anche gli sviluppatori originali Allen Hastings e Stuart Ferguson. Per la seconda volta nella sua storia la NewTek dovette affrontare un grosso sciopero, ma questa volta vide la maggior parte dei suoi ingegneri e programmatori chiave di Lightwave lasciare l'azienda. Dopo mesi di confusione, il gruppo che si separò fondò una nuova compagnia, Luxology, che ha già prodotto il suo software, in un primo tempo solo modellatore a cui successivamente sono state aggiunte capacità di rendering e animazione chiamato Modo, a dir la verità poco differente da Lightwave, se non per la capacità di gestire il microdisplacement tramite normal o displacement map in fase di rendering, e un'interfaccia totalmente innovativa.
NewTek e LightWave sono stati onorati con Emmy Award dal 1993 e vinsero i loro 10° ed 11° premi nel 2004. Nel 2003 la NewTek fu premiata con un Emmy per la Tecnologia che ebbe grande impatto in televisione.
Giunto alla nona versione, il suo mercato spazia dagli hobbisti (a causa del suo basso costo) ai professionisti nel campo di videogiochi, televisione e cinema. La compagnia ha inoltre pubblicato la versione 64-bit del software, sia nell'ultima versione che come aggiornamento per la versione 8; quest'ultima fu una nota rimarcata da Bill Gates durante il suo discorso al WinHEC 2005.
LightWave 3D 9 è stato lanciato ufficialmente il 13 giugno 2006, dopo essere stato sottoposto a beta testing da febbraio a giugno. Tra le nuove caratteristiche spiccano il già menzionato Editor di superfici a Nodi e l’Adaptive Pixel Subdivision (APS) che permette di migliorare la distribuzione della complessità geometrica, ad esempio rendendo automaticamente meno complessi i poligoni più lontani dal punto di vista.
La versione 9.5 ha incrementato le capacità di modellazione, la qualità della global illumination riducendo nel contempo i tempi di rendering, con la riscrittura del motore stesso. Venne introdotta la capacità di importare i profili IES per le luci, ampliando le possibilità in campo architettonico.
Il plug-in a pagamento LwCad con strumenti innovativi di snapping e disegno vettoriale trasforma il Modeler in un piccolo CAD permettendo la modellazione di edifici complessi.
LightWave3D 10 ha puntato molto allo scambio dati, infatti si giocò sul nome 10 - IO  (in out), introducendo più importer exporter nei formati FBX, Collada, GoZ per la interconnessione con ZBrush, il noto programma di scultura digitale.
Si sono susseguite le versioni 11, 11.5 e le recenti LightWave3D 2015 che hanno introdotto:
- Rinnovati molti strumenti del modeler per il supporto delle UV durante l'editing
- Nuovi strumenti di trasformazione controllata dentro il modeler
- Strumenti di placement e organizzazione elementi in modellazione
- Nuovi strumenti di UV Unwrap dentro il modeler
- Nuovi strumenti di dinamica rigida e morbida tramite l'implementazione del Bullet Phisique con forze, engine, costrian, applicati sia agli oggetti che ad entità come le Bone.
- Istanze ad ogni livello di modellazione e rendering, controllate in modo diretto o nodale
- Algoritmi di flocking e crowing per gestire folle e gruppi di animali o esseri senzienti
- Exporter di progetto per collegare meglio LightWave3D e AfterEffects
- Un nuovo exporter multipass PSD
- Interconnessione migliorata con ZBrush sia per la scultura che per i morphing dei modelli.
- Exporter per Unity
- Supporto di Maya Geometry Cache
- Nuovo deformatore spline per deformare lungo un path o usare le spline come deformatori
- Rinnovati gli strumenti di Rigging tramite nuove funzionalità
- Introduzione di Genoma e Genoma 2, sistemi di autorigging modulari per la creazione di rig di ogni tipo e forma.
- Modulo FiberFx per la creazione di pelo, capelli, erba, piume etc (derivato dal lavoro di Tim joindall FiberFactory degli anni 90),
- Un nuovo tool per trovare in automatico la corrispondenza d'inquadratura con le immagini di background
- Nuovo strumento di Frattura dei modelli3D
- CGFX SHaders per ottimizzare il realtime dentro il Layout
- Anteprima delle camere stereoscopiche dentro il layout nell'OpenGL
- Virtual Studio (sviluppato durante la produzione di Avatar)
- Un manuale rinnovato per rendere più semplice comprendere il programma,
- Ottimizzazioni per il motore di rendering nell'uso della Global Illumination, sfuocatura di movimento e sfuocatura di campo, semplificando la gestione dei parametri.